# 圣莱奥卡迪亚 (巴扬)
圣莱奥卡迪亚是葡萄牙波尔图区的一个堂区。总面积4.56平方公里，总人口641人，人口密度140.6人/平方公里。